# Carecuruna
Carecuruna là một chi bọ cánh cứng trong họ Chrysomelidae.
Chi này được Bechyne & Bechyne miêu tả khoa học năm 1965.

## Các loài
Chi này gồm các loài:
- Carecuruna carabobenya Bechyne, 1997